# Radná
Radná (též Starý zámek nebo Na Zámku) je pravěké hradiště v Plaské pahorkatině u vesnice Plané. Hradiště však leží na druhém břehu řeky Berounky v katastrálním území Olešná u Radnic v okrese Rokycany. Nachází se ostrožně obtékané potoky Velkou a Malou Radnou v nadmořské výšce okolo 330 metrů. Osídleno bylo v době bronzové a v raném středověku. Od roku 1964 je chráněno jako kulturní památka.

## Historie
Nálezy z malého archeologického průzkumu provedeného v roce 1931 umožnily datovat existenci hradiště do pozdní doby bronzové a pozdní doby halštatské. Dalších 25 keramických zlomků dokládá také slovanské osídlení ve druhé polovině devátého století.
V létě 2023 došlo při necitlivém rozšiřování lesní cesty k významnému poškození této archeologicky hodnotné lokality.

## Stavební podoba
Celková rozloha opevněného areálu je 4,5 ha. Samotná akropole s rozměry 200 × 50 metrů měří 1,2 ha. Chránil ji z hlíny navršený val, ze které se dochovala část vysoká až šest metrů a dlouhá čtyřicet metrů. Na obou stranách ho lemují prohlubně, které mohou být pozůstatkem příkopů. Turisticky značená cesta, která val míjí, vstupuje do akropole v místě původní brány. Asi 150 metrů před vnitřním valem ostrožnu přetíná val předhradí dochovaný do výšky jednoho metru a o dalších 200 metrů východněji ji chrání třetí val, který spadá do bočních údolí. Oba vnější valy lemoval příkop. U vnějšího příkopu se nacházel před valem a u prostředního až za ním.
V místech, kde cesta prudce klesá akropolí k Berounce, byly prozkoumáno několik jam z doby bronzové a tři polozemnice z doby halštatské. Největší chata měla půdorys s rozměry 6 × 5 metrů, dvojitou udusanou podlahu a sklípek v jednom z rohů. Nálezy z ní (spálené obilí, nádoby, závaží tkalcovského stavu aj.) svědčí o jejím zániku požárem. Obyvatelé hradiště pěstovali pšenici obecnou, pšenici dvouzrnku, bob koňský, proso, hrách a čočku a chovali prasata, skot, koně a kozy.

## Přístup
Plocha hradiště je volně přístupná po žlutě značené turistické trase z Újezda u Svatého Kříže.